# Soldiers of Love
Soldiers of Love (Soldati dell'amore) è un singolo del gruppo musicale danese Lighthouse X, pubblicato il 14 febbraio 2016 su etichetta discografica North-East Production. Il brano è stato scritto dai membri della boyband, Søren Bregendal, Johannes Nymark e Martin Skriver, insieme a Sebastian F. Ovens, Daniel Lund Jørgensen e Katrine Klith Andersen.
I Lighthouse X hanno partecipato al Dansk Melodi Grand Prix 2016, il programma di selezione nazionale danese per l'Eurovision Song Contest 2016, con Soldiers of Love. Nella finale del 13 febbraio 2016, dopo essere avanzati dal primo round grazie al voto della giuria e del pubblico, hanno cantato nella superfinale a tre, al termine della quale sono stati dichiarati vincitori con il 42% del televoto. All'Eurovision i Lighthouse X hanno cantato per tredicesimi nella seconda semifinale, che si è tenuta il 12 maggio a Stoccolma, ma non si sono qualificati per la finale del 14 maggio. Soldiers of Love ha raggiunto la dodicesima posizione nella classifica danese.

## Tracce
Download digitale
1. Soldiers of Love – 2:59

## Classifiche
| Classifica (2016) | Posizione massima |
| ----------------- | ----------------- |
| Danimarca         | 12                |